# 东谢蛮
东谢蛮，唐朝今貴州地區的部族，对分布在牂柯东部少数民族的总称。
首領是西汉末年牂柯大姓謝氏的後裔，晉朝謝恕，官为牂柯郡太守，雄踞一方，后世代為酋長。在牂柯之東，史稱東谢。分布于今贵州省东南部的三都水族自治县及榕江、雷山、台江等县。唐太宗贞观三年（629年）東謝谢元深和西謝谢元齐、謝龍羽、南謝謝疆遣使入贡。以其地置应州，下辖都尚（今三都水族自治县）、应江（今榕江县）、婆览（今三都西南部）、罗恭（今雷山县）、陁隆（今台江县）等县，令谢元深为刺史，隶黔州都督府。
地宜五谷，居民从事畲田耕作，岁一易地。散居山谷，依树巢居住干栏。无文字，刻木为契。婚姻以牛、酒为聘。宴聚则击铜鼓，吹大角，歌舞以为乐。男女椎髻发式，以紅繩束扎起頭髮。学者多将其归入蛮僚类，一般认为是今侗族、水族的先民。

## 延伸阅读
[在维基数据编辑]
 《舊唐書·卷197》，出自刘昫《舊唐書》